# Son of Dork
Son of Dork est un groupe de pop punk britannique, originaire de l'Angleterre. Formé en 2005, il est plus ou moins du même genre que McFly, mais qui puise son inspiration dans des groupes tels que blink-182, Simple Plan, et tous les grands groupes de pop punk. Ils ne comptent qu'un seul album, Welcome to Loserville. Le premier titre extrait de l'album se nomme Ticket Outta Loserville.

## Biographie
Son of Dork est formé en 2005, et composé de James Bourne (anciennement dans Busted), chanteur, guitariste et chanteur du groupe, de Danny Hall, batteur, de Chris Leonard, guitariste, de Steve Rushton, bassiste et chanteur David Williams. Le groupe publie son premier et seul album studio, Welcome to Loserville. Leur premier single, Ticket Outta Loserville, est publié en novembre 2005, atteignant la troisième place de l'UK Singles Chart. Leur second single, Eddie's Song, atteint la dixième place en janvier 2006.
Le guitariste quitte le groupe le 11 juillet 2007 et vole le Myspace officiel du groupe pour y annoncer la fin de ce dernier, ce qui sera très vite démenti par les autres membres du groupe, via un nouveau Myspace officiel. Dave annonce via son Myspace personnel, qu'il est, à cette période, à la recherche d'un guitariste chanteur pour son nouveau groupe, ne manquant qu'un seul membre, basé à Londres. Les nouvelles concernant le groupe sont très peu nombreuses : visiblement, avant le départ du guitariste David Williams, Son of Dork semblait avoir un stock de chanson suffisante pour un deuxième album, mais depuis 2007, seul un titre inédit et sans titre (renommé plus tard Loser With No Life) est posté sur le Myspace du groupe. Malgré tout, le groupe déclare que Son of Dork n'était pas terminé. Le groupe se sépare en 2008.